# Гандија
Гандија (шп. Gandia) град је у Шпанији у аутономној заједници Валенсија у покрајини Валенсија. Према процени из 2008. у граду је живело 79.958 становника.

## Становништво
Према процени, у граду је 2008. живело 79.958 становника.
| 1991.  | 2001.  |
| ------ | ------ |
| 51.806 | 59.850 |

## Градови побратими
- Лавал